# 山雀棘豆
山雀棘豆（学名：Oxytropis avis）为豆科棘豆属下的一个种。